# Lasioglossum foveolatum
Lasioglossum foveolatum là một loài Hymenoptera trong họ Halictidae. Loài này được Robertson mô tả khoa học năm 1902.